# Харламов, Михаил Иванович
Михаил Иванович Харламов (25 июля 1916, Зимники, Иманский район — 1991, Комсомольск-на-Амуре) — младший сержант Рабоче-крестьянской Красной Армии, участник Великой Отечественной войны, Герой Советского Союза (1943).

## Биография
Михаил Харламов родился 25 июля 1916 года в деревне Костюково (ныне — село Зимники Дальнереченского района Приморского края). После окончания неполной средней школы работал трактористом. В июне 1941 года Харламов был призван на службу в Рабоче-крестьянскую Красную Армию. С мая 1943 года — на фронтах Великой Отечественной войны.
К октябрю 1943 года младший сержант Михаил Харламов командовал отделением 685-го стрелкового полка 193-й стрелковой дивизии 65-й армии Центрального фронта. Отличился во время битвы за Днепр. В ночь с 14 на 15 октября 1943 года отделение Харламова в числе первых переправилось через Днепр в районе села Каменка Репкинского района Черниговской области Украинской ССР и приняло активное участие в боях за захват и удержание плацдарма на его западном берегу. В ходе последующих боёв Харламов лично уничтожил несколько десятков солдат и офицеров противника.
Указом Президиума Верховного Совета СССР от 30 октября 1943 года младший сержант Михаил Харламов был удостоен высокого звания Героя Советского Союза с вручением ордена Ленина и медали «Золотая Звезда».
В 1944 году Харламов был демобилизован. Проживал и работал в Дальнереченске. В последние годы жил в Комсомольске-на-Амуре у своих детей, где и скончался.
Был также награждён орденом Отечественной войны 1-й степени и рядом медалей.